# تأثير مشاهدة العين

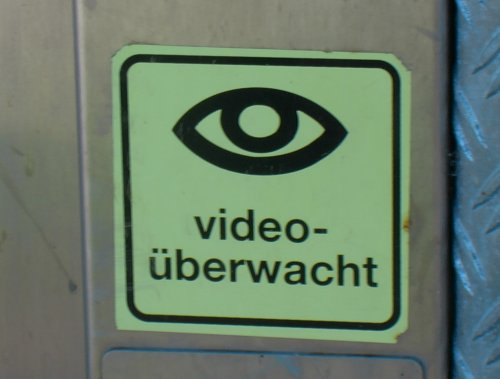
ملصق باللغة الألمانية يحذر القارئ من "كاميرا المراقبة". حتى بمجرد وجود رمز عين على الملصق، يمكن أن يكون كافيًا لتغيير سلوك الشخص.

مفهوم تأثير مشاهدة العين أو تأثير العين المراقبة (بالإنجليزية: watching-eye effect) يعني أن الناس يتصرفون بشكل أكثر إيثارًا ويظهرون سلوكًا غير اجتماعي أقل في وجود الصور التي تُظهر العيون، لأن هذه الصور تدل على أنهم مراقبون. العيون هي إشارات قوية للإدراك لدى البشر. إنها تدل على أن أفعالنا يتم رؤيتها والاهتمام بها حتى من خلال مجرد تصوير العيون.
لقد ثبت أن هذه التأثيرات واضحة لدرجة أنه حتى تصوير العيون يكفي لتحريكها. هذا يعني أن الأشخاص لا يحتاجون إلى المراقبة فعليًا، لكن الصورة البسيطة للعيون كافية لاستنباط المشاعر التي تتم مراقبتها للأفراد والتي يمكن أن تؤثر على سلوكهم ليكونوا أكثر تفاعلًا مع المجتمع وأقل معاداة للمجتمع. أظهرت الأبحاث النفسية التجريبية باستمرار أن الوجود المرئي للصور التي تُظهر العيون يدفع الناس نحو سلوك أكثر صدقًا وأكثر دعمًا اجتماعيًا بشكل طفيف، ولكن يمكن قياسه.
هذا المفهوم جزء من سيكولوجية المراقبة وله آثار على مجالات الحدّ من الجريمة والوقاية منها دون زيادة المراقبة الفعلية، فقط من خلال التدابير النفسية وحدها. ببساطة عن طريق إدخال علامات تصور العيون وتقود الآخرين للاعتقاد بأنهم مراقبون، يمكن الحد من الجريمة، لأنها تؤدي إلى سلوك أكثر قبولًا اجتماعيًا. 

## تأثيرات مماثلة
يختلف هذا التأثير عن تأثير التحديق النفسي في أن الأخير يصف الشعور بالمراقبة، في حين أن الأفراد الذين يخضعون لتأثير المشاهدة بالعين يدركون عادةً أن العينين مجرد صور.

## دليل على التأثيرات على السلوك

### التأثيرات على السلوك الاجتماعي المؤيد
ثمة أدلة على أن صور العيون تجعل الناس يتصرفون بشكل مؤيد للمجتمع. السلوك الاجتماعي المحابي هو التصرف بطريقة أو بقصد لإفادة الآخرين. هناك نوعان من الدوافع التي تدعم هذا الأمر؛ أحدها هو الدافع السلبي الذي يجعل الناس يرغبون في تجنب السلوك الخاطئ الذي ينتهك القاعدة. إنهم يريدون الحفاظ على صورة اجتماعية إيجابية، أو أن يُنظر إليهم وهم يحسنون صورتهم بدلاً من تدهورها. والثاني هو الدافع الإيجابي للحصول على مكافأة أو فوائد في المستقبل. لقد اعتقدوا أنهم تحت أعين المراقبة إذا تصرفوا بطريقة إيجابية تفيد الآخرين، فمن المحتمل أن يحصلوا على أموال مقابل ذلك في المستقبل.

#### التجارب المؤيدة للمجتمع
أظهرت بعض الدراسات أنه تحت تأثير العيون سيتصرف الناس بصدق. في ظل المجموعات الخاضعة للرقابة التي لا تحتوي على صور للعيون، كان الناس أكثر عرضة للتصرف ضد المجتمع والكذب لمنفعة الآخرين. يميل الناس نحو الصدق بدلاً من التصرف بسخاء للحفاظ على صورة جيدة في هذه المواقف لتجنب انتهاك القواعد. في هذه المواقف، غالبًا ما يتم اختيار الصدق لأنه يُنظر إليه على أنه أكثر السلوكيات الاجتماعية.
ثمة المزيد من الأمثلة للدراسات التي تُظهر أن السلوك المؤيد للمجتمع يكون أكثر ترجيحًا في ظل السلوك اليقظ. كان الناس أكثر عرضة لمشاركة أشياء مثل المال في الألعاب التي لها علاقة بالاقتصاد عند عرض الصور بالعيون. تبين أيضًا أن الأشخاص أكثر عرضة لالتقاط القمامة في محطات الحافلات والتقاطها من بعدهم في الكافتيريا، كانوا أقل عرضة لارتكاب سرقة الدراجات، وكان الناس أكثر احتمالية لتقديم المبلغ كاملاً من المال لشراء قهوتهم في أيام معينة حيث تم وضع صور للعيون في مكان قريب.
في تجربة حول التخلص من القمامة مولتها كلية علم النفس في جامعة نيوكاسل، وُجد أن الأماكن التي بها بالفعل قمامة على الأرض تميل إلى زيادة القمامة، مما يدل على أن الناس يميلون إلى التصرف بطرق تبدو مقبولة اجتماعيًا. وبالمثل، تم اكتشاف أن صور العيون التي تدل على المشاهدة تسببت في تقليل القمامة، ومع ذلك، كان الحد من القمامة موجودًا بشكل أساسي فقط عندما كانت هناك مجموعات أكبر من الناس حولها. أضافت نتائج هذه الدراسة إلى فكرة أن مراقبة العيون تقلل من السلوك المعادي للمجتمع وتزيد من سلوك الناس تجاه المجتمع.

### تجربة التبرع
في المواقف التي كانت فيها صورة العيون حاضرة، كان الناس أيضًا أكثر ميلًا للتبرع والعطاء. أجريت دراسة لاختبار هذا في جامعة فيرجينيا بواسطة كارولين كيلسي. تم إجراء الدراسة في متحف للأطفال حيث كان هناك صندوق تبرعات في مكتب الاستقبال. تم جمع البيانات من هذه التجربة لمدة 28 أسبوعًا، واختبار أكثر من 34100 شخص زاروا خلال هذا الوقت. في كل أسبوع، يتم تغيير اللافتة الموجودة فوق الصندوق والتي تقرأ عادةً "سيتم تقدير التبرعات" إلى صور عيون أو أشياء أخرى غير حية مثل الكراسي أو الأنوف مع تغيير بعض الصياغة. على مدار كل أسبوع، كان عدد الأشخاص الذين زاروا المتحف يسجلون مع إجمالي التبرعات المقدمة. بحلول نهاية الدراسة، وجد أن المستفيدين تبرعوا أكثر في ظل وجود عيون على العلامات بدلاً من الأشياء غير الحية الأخرى.

### المزيد عن الدراسات
تُظهر دراسات أخرى تتعلق بتأثير عين المراقبة أن الناس يكونون أكثر تعاونًا ووعيًا لأنفسهم عندما يتم الكشف عن هويتهم بدلاً من التصرف بشكل مجهول. يتصرفون بمزيد من الاحترام والملاءمة لأن سمعتهم معرضة للخطر عندما يراقبونهم من قبل الآخرين أو يشعرون أنهم مراقبون. حتى في بعض الدراسات التي أصرت المشاركين فيها على أن أفعالهم كانت مجهولة الهوية، كانوا لا يزالون أكثر سخاءً لأنهم شعروا بأن عيونهم تتعرف عليهم.
تجادل بعض الدراسات بأنه قد لا يكون تأثير هذه العيون هو الذي يعطي الناس الحافز ليكونوا أكثر كرمًا، ولكن عدد الأشخاص المحيطين بهم هو الذي يجعلهم يشعرون بضغط الأقران للتوافق مع سلوك أكثر دعمًا للمجتمع.